# Duszanbe

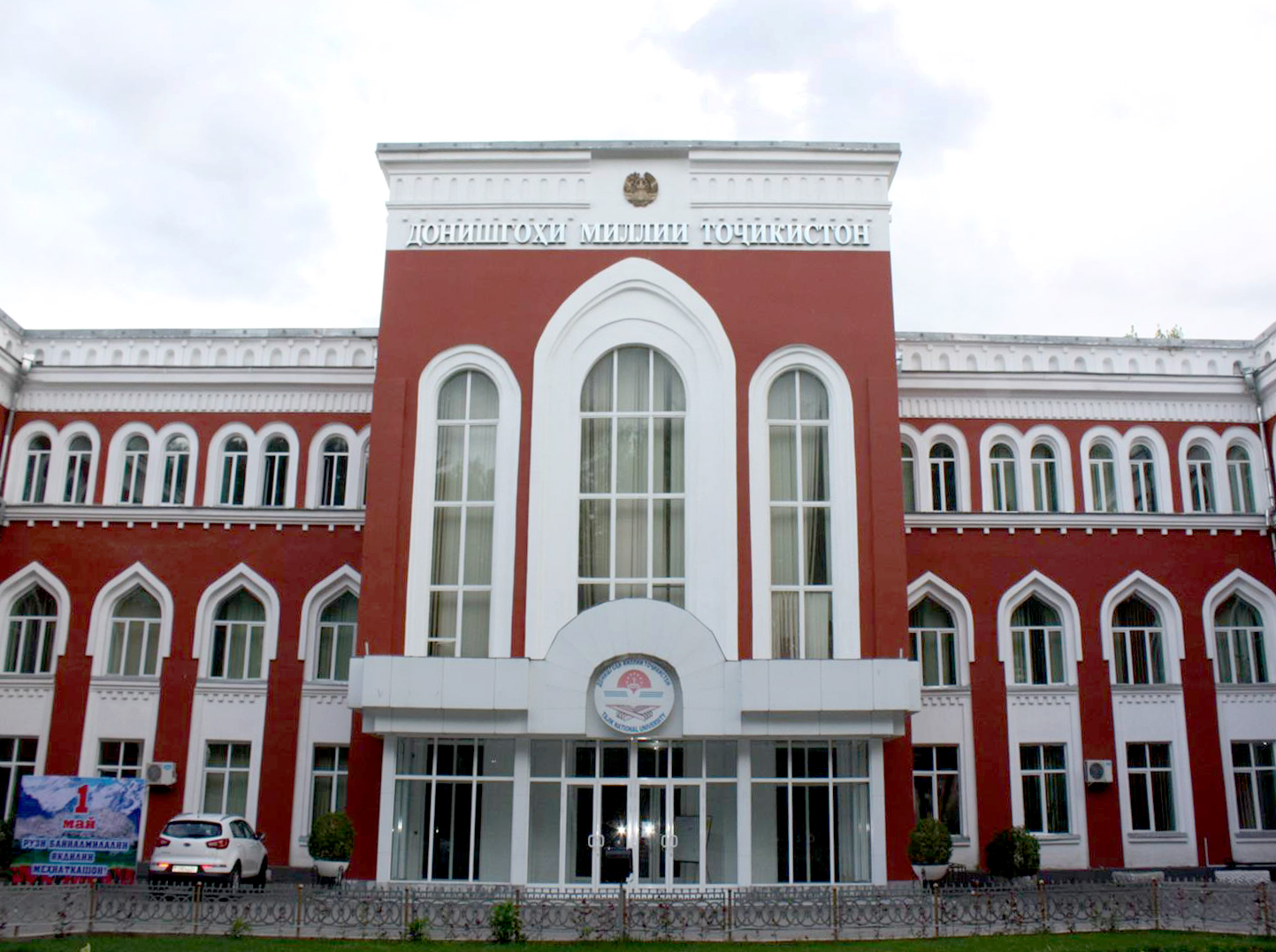
Tadżycki Uniwersytet Narodowy

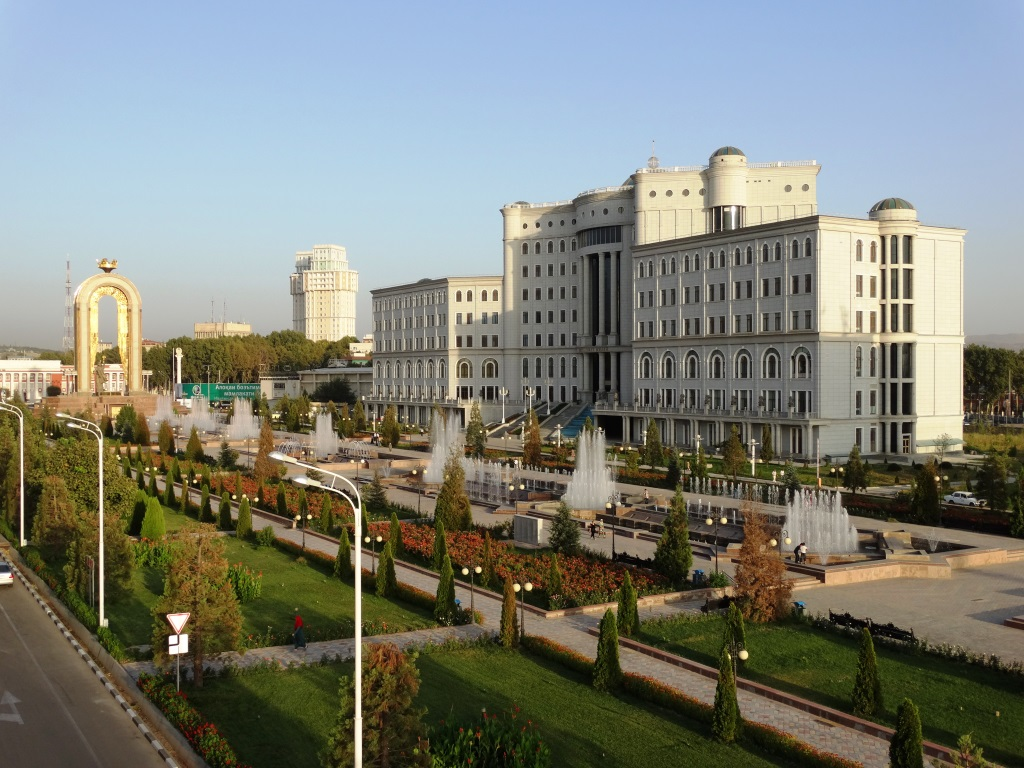
Biblioteka Narodowa Tadżykistanu w Duszanbe

Duszanbe (ros., tadż. Душанбе, w latach 1924–1929 Duszambe, w latach 1929–1961 Stalinabad) – stolica i największe miasto Tadżykistanu, położone u zbiegu rzek Warzob i Kofarnihon. W 2019 roku miasto zamieszkiwało 846 400 osób.

## Historia
Miasto zostało założone w 1924 roku jako Duszambe. W 1929 roku uzyskało połączenie kolejowe do Taszkentu i zostało stolicą nowo utworzonej Tadżyckiej Socjalistycznej Republiki Radzieckiej. Nazwę Duszanbe nadano 10 listopada 1961 roku (wcześniej miasto nosiło nazwę Stalinabad – „Miasto Stalina”). Nazwa Duszanbe w języku tadżyckim oznacza „poniedziałek”, ponieważ miasto znane jest do dziś ze swych poniedziałkowych bazarów. Od 1991 roku Duszanbe stało się stolicą niepodległego Tadżykistanu. W 2006 roku wyburzono synagogę, aby zrobić miejsce do budowy nowego pałacu prezydenckiego. We wrześniu 2015 roku przez miasto przetoczyły się zamieszki oraz próba wszczęcia antyrządowej rebelii przez lokalne ugrupowania powiązane z islamskimi terrorystami.

## Geografia
Duszanbe leży u zbiegu rzek Warzob i Kofarnihon. Od północy i wschodu miasto otacza pasmo górskie Gissar, których szczyty mogą sięgać nawet 4000 m n.p.m., natomiast od południa Duszanbe jest otoczone przez góry: Babatag, Aktau, Rangontau, Karatau, które osiągają wysokość 1700 m n.p.m. Do lat 60. XX wieku, Duszanbe znajdowało się na lewym brzegu rzeki Varzob, jednak później zaczęło się rozbudowywać na prawym brzegu.  Miasto jest położone na obszarze zagrożonym trzęsieniem ziemi. W ciągu ostatnich 100 lat, na tych terenach było wiele trzęsień ziemi o magnitudzie 5-6. Jednym z nich było trzęsienie ziemi Khait w 1949 roku.

### Dzielnice
Duszanbe dzieli się na cztery dzielnice.

## Nauka i oświata
Duszanbe jest najważniejszym ośrodkiem naukowym w Tadżykistanie. Tu swoją główną siedzibę mają Akademia Nauk Tadżykistanu i 17 instytutów naukowo-badawczych. W Duszanbe znajduje się także 17 uczelni wyższych, np.:
- Tadżycki Uniwersytet Narodowy
- Słowiański Uniwersytet Tadżycko-Rosyjski
- Filia Uniwersytetu Moskiewskiego

## Atrakcje turystyczne
- Muzeum Narodowe Tadżykistanu
- Pałac Wahdat w Duszanbe
- Muzeum Etnograficzne w Duszanbe
- Meczet Hadżi Jakub
- Ogród zoologiczny w Duszanbe

## Transport
- Stacja kolejowa Duszanbe
- Port lotniczy Duszanbe (3 września 2014 został otwarty nowy budynek terminalu, port jest także bazą dla tadżyckich linii lotniczych Somon Air oraz Tajik Air)
- Trolejbusy w Duszanbe

## Miasta partnerskie
- Boulder, Stany Zjednoczone
- Centrum miasta, ulica Ayni Gandża, Azerbejdżan

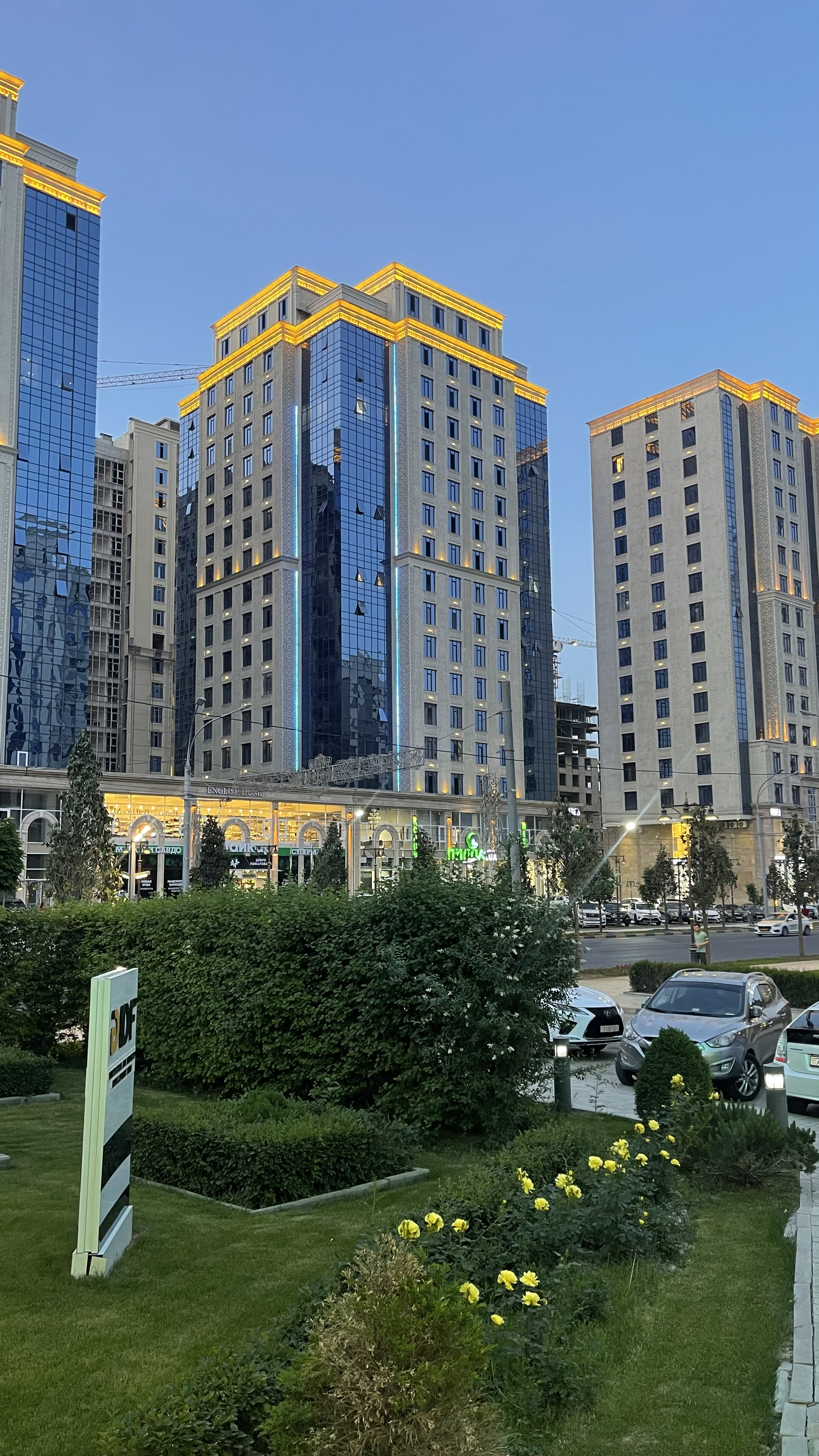
Centrum miasta, ulica Ayni

- Klagenfurt am Wörthersee, Austria
- Lahore, Pakistan
- Lusaka, Zambia
- Mazar-i Szarif, Afganistan
- Mińsk, Białoruś
- Monastyr, Tunezja
- Reutlingen, Niemcy
- Sana, Jemen
- Sankt Petersburg, Rosja
- Sziraz, Iran
- Teheran, Iran
- Urumczi, Chiny
- Xiamen, Chiny

## Osoby związane z Duszanbe
- Farogat Iskandarowa (ur. 1955) – tadżycka iranistka
- Okił Khamidow (ur. 1963) – reżyser mieszkający w Polsce
- Umarali Kuwwatow (1968–2015) – tadżycki przedsiębiorca i polityk
- Szuhrat Sadijew (ur. 1954) – tadżycki historyk